# G3 AL 1215 à 1248
Les locomotives à vapeur de la série G3 sont des machines de disposition d'essieux 030 pour services marchandises de la Kaiserliche Generaldirektion der Eisenbahnen in Elsass-Lothringen, direction des chemins de fer impériaux d'Alsace-Lorraine ou EL.

## Genèse
Dérivées du modèle des locomotives du type G3 des chemins de fer de Prusse (KPEV), elles ont été construites à partir de 1882 jusqu'en 1892 à 37 exemplaires, réparties à l'origine en quatre groupes qui ont été réunis sous l'appellation définitive G3 en 1906 :
- G3 1212 à 1235, construites en 1882 (groupe C21 n° 468 à 479) et en 1883 (groupe C22 n° 480 à 491) par la société Emil Kessler à Esslingen. La réforme des locomotives de ces deux groupes s'échelonne de 1911 à 1924
- G3 1236 à 1248, construites par l'EMBG de Graffenstaden en 1885 (groupe C23 n° 517 à 523), et en 1892 (groupe C24 n° 565 à 570). Ces locomotives paraissent avoir été réformées entre 1919 et 1924 sous l'administration du Réseau ferroviaire d'Alsace-Lorraine (AL).

En 1912, cette série conserva sa numérotation acquise en 1906.

## Description
Ces machines à trois essieux accouplés avaient un moteur à deux cylindres extérieurs et distribution intérieure de type « Allan ». Le foyer était du type « Crampton » et le dôme de vapeur était placé sur la première virole de la chaudière.

## Tenders
Ces locomotives étaient attelées à des tenders de type prussien 2 T 10,5 à trois essieux contenant 10,5 m3 d'eau et 2 t de combustible. Ils étaient immatriculés : ?? à ??.

## Caractéristiques
- Pression de la chaudière : 10 kg/cm2
- Diamètre des cylindres : 630 mm
- Diamètre des roues motrices : 1 330 mm
- Masse en ordre de marche : ?? t
- Longueur hors tout : 8,90 m
- Vitesse maxi en service : 45 km/h